# John Steiner
John Steiner (nascido em 1934) é um psicanalista, autor e treinador da Sociedade Psicanalítica Britânica. Steiner, um "prolífico pós-kleiniano", é mais conhecido por suas concepções da "organização patológica" ou do "retiro psíquico"... entre as posições esquizoide-paranoide e depressiva".  Seu livro, Retiros Psíquicos, descreve uma metodologia de tratamento para pacientes com mecanismos de defesa complexos que são difíceis de tratar com a psicanálise convencional.

## Organização Mental

### A posição paranoico-esquizoide
John Steiner separa isso em dois polos:
1. A fragmentação patológica é considerada a mais arcaica. É aí que a divisão não conseguiu conter a ansiedade, e o ego se rompe em legítima defesa. A operação defensiva da "fragmentação" traz consigo uma sensação mortal de angústia, uma sensação de caos que pode resultar em cenários clínicos impressionantes e espetaculares.
2. Divisão normal, que é vista principalmente como um processo progressivo. A distinção entre o bem e o mal já implica um grau de integração sólida que permite um bom relacionamento com um bom objeto. Essa distinção baseia-se em uma divisão, protegendo-a de impulsos destrutivos direcionados ao objeto ruim. Há alternância entre idealização/perseguição e, em situações favoráveis, acesso à ambivalência e, portanto, à posição depressiva.

Steiner falou em termos de "flutuações". entre as duas posições, paranoide-esquizoide e depressiva, envolvendo "períodos de integração que levam ao funcionamento da posição depressiva ou desintegração e fragmentação resultando em um estado paranoico-esquizoide".  Ele enfatizou a aparência de "um senso de totalidade tanto no eu quanto nas relações de objeto à medida que a posição depressiva é abordada".

### A posição depressiva
Steiner divide a posição depressiva em dois polos: "uma fase de negação da perda do objeto e uma fase de experiência da perda do objeto".
1. O polo do medo da perda do objeto — "preso na primeira fase da posição depressiva, em que o medo da perda do objeto dominava sua organização defensiva de modo que o luto não podia ser alcançado ali".[5]
2. Experiência da perda do objeto, com tudo o que implica renúncia.[5]

## Retiro psíquico
Em todas essas subposições, há a possibilidade de um afastamento psíquico que oferece uma fuga temporária – mas à custa da deficiência mental. Fiel a Melanie Klein, Steiner considera que ao longo da vida há uma oscilação entre as posições e suas subdivisões. Tudo depende da "posição" de retirada que pode estar atrelada a cada um deles. Ao contrário de Donald Winnicott, Steiner sugere que não devemos idealizar áreas de transição, sob o argumento de que elas podem ser confundidas com um afastamento psicológico que não é criativo. A abstinência deve ser entendida simultaneamente como uma expressão da destrutividade e uma defesa contra ela, servindo a uma quase-adaptatividade que permite um espaço silencioso e temporariamente protegido, mas ao preço do contato prejudicado com a realidade: "retirada para um refúgio onde o paciente estava relativamente livre de ansiedade, mas onde o desenvolvimento era mínimo".
Tal retirada também pode ser vista como uma regressão esquizoide no sentido de Fairbairn, o paciente limítrofe tendendo a evitar o contato consigo mesmo e com seus objetos. Steiner aqui se refere às teorias pouco conhecidas de Henri Rey sobre "o "espaço marsupial" da vida primitiva - um espaço psicológico em analogia à bolsa do canguru, que continua até que o indivíduo tenha encontrado um espaço pessoal separado da área da mama: "o paciente limítrofe muitas vezes sente que foi prematura e cruelmente empurrado para fora desse espaço materno", produzindo o dilema "claustro-agorafóbico"... preso em um retiro psíquico".
Ao tentar chegar a análises no retiro psíquico, Steiner propôs a ideia de uma distinção entre interpretações "centradas no paciente" e "centradas no analista", sendo esta última focada em torno "do que ele acredita que o analista acredita".

## Vida pessoal
Steiner casou-se com Deborah Pickering em 1963: seu filho Michael nasceu em 1965, a filha Kate em 1966 e a filha Susie em 1971.

### Volumes editados
- The Oedipus complex today : clinical implications, ed., com Ronald Britton; Miguel Feldman; Edna O'Shaughnessy (1989) ·
- Melanie Klein's lectures on technique. Their relevance for contemporary psychoanalysis, com revisão crítica de John Steiner (2017)

### Monografias
- Psychic Retreats : Pathological Organizations in Psychotic, Neurotic and Borderline Patients (1993)
- Seeing and being seen: emerging from a psychic retreat (2007)
- Illusion, Disillusion, and Irony in Psychoanalysis (2020)